# Jeff Atwood
Jeff Atwood – amerykański programista, autor, blogger i przedsiębiorca. Jest znany przede wszystkim ze swojego programistycznego bloga Coding Horror oraz jako współzałożyciel strony internetowej StackOverflow oraz Stack Exchange Network. Mieszka w El Cerrito w stanie Kalifornia (USA).